# Cicogna Mozzoni
La famiglia milanese dei Cicogna Mozzoni è stata una delle grandi casate di Milano e della Lombardia, originatasi dall'unione delle due famiglie dei Cicogna e dei Mozzoni. Famiglia milanese, residente a Milano ed in Lombardia.
L'imperatore Carlo V nel 1530 attribuì per meriti militari a Gian Pietro Cicogna il titolo di cavaliere dell'Ordine di San Giacomo di Compostela (noto oggi come Ordine di Santiago) con l'assegnazione del relativo stemma e nel 1554 della signoria (ai maschi primogeniti) di Terdobbiate, Tornaco e Peltrengo; re Filippo II di Spagna nel 1557 confermò il diploma imperiale attribuendo il titolo di conte di Terdobbiate, Tornaco e Peltrengo a tutti i maschi della casata; signore di Terdobbiate e Tornaco, Signore di Peltrengo (ai maschi primogeniti); nobili dei Signori di Terdobbiate, Tornaco e Peltrengo (maschi), Conte di Terdobbiate (maschi), Patrizio Milanese (maschi), trattamento di Don e Donna, DD.MM. di ricon. 19 ott. e 29 ott. 1940. Gode di commenda di giuspatronato del Sovrano Militare Ordine di Malta, il cui abito vestì varie volte.

## Le Origini
La famiglia Cicogna Mozzoni è il risultato dell'unione della famiglia Mozzoni con la famiglia Cicogna per il matrimonio nel 1580 di Giovan Pietro Cicogna con Angela Mozzoni.

## Storia

### I Mozzoni
La famiglia Mozzoni fece la sua comparsa in Valceresio nel XI secolo ed ancora oggi i discendenti di quella famiglia abitano a Bisuschio, Varese.
I Mozzoni si fecero più volte portavoce delle esigenze e richieste della comunità della pieve di Arcisate come testimonia il fatto che spesso vennero eletti come rappresentanti della Comunità presso i palazzi di Milano. L'apice del potere la famiglia lo raggiunse nel XV e XVI secolo. Infatti fu proprio in quel periodo che la famiglia decise di costruire il casino di caccia (attorno al 1440) tramutato poi in una vera e propria villa (l'attuale Villa Cicogna Mozzoni) con grandiosi giardini (realizzati nel 1530-1560), per adeguarsi alla moda del tempo e accogliere ospiti illustri, amici e parenti.
Devoti ai duchi viscontei, i Mozzoni furono nelle grazie dei duchi Sforza succeduti ai Visconti, al punto che Agostino Mozzoni prese parte alla grandiosa battuta di caccia all'orso nel vicariato di Varese e nell'autunno del 1476 in occasione della venuta del duca Galeazzo Maria Sforza, quando venne stanato un orso di grosse dimensioni del peso di ben 250 libbre (190 Kg), come annotò il ministro del duca Cicco Simonetta nel suo diario, di indole feroce e che si rivoltò contro i cacciatori muniti di lancia e spada, ferendone tre ed ammazzando un cane. Tra i feriti Agostino, carissimo al duca, che volle premiare la fedeltà del Mozzoni e ricompensarlo della ferita causatagli dall'orso, concedendo a questi ed al fratello Antonio ed ai loro discendenti in infinitum l'esenzione da tutti i dazi, gabelle e ogni tassa, imposte dalla Camera ducale o dai comuni sui loro beni situati nel vicariato di Varese ed in ogni altro luogo del dominio sforzesco, purché non superasse i dieci ducati d’oro; fatta eccezione della tassa del sale e dei dazi ordinari di competenza ducale.
Poco dopo il duca venne assassinato dai congiurati di Cola Montano e la duchessa vedova Bona col figlio minore Gian Galeazzo, nuovo duca, confermarono il privilegio ai Mozzoni con lettera datata dal Castello di Porta Giovia di Milano 10 febbraio 1477.
Fra i Mozzoni più noti citiamo:
- Forcolio de Mozonis console di Induno nel 1229.
- Jacobus de Mozonis abitante a Bisuschio e morto prima del 1320, che viene considerato il capostipite dei Mozzoni di Bisuschio.
- Pecinus de Mozzonibus, definito vir potens che il tirannico signore di Milano, Bernabò Visconti, aveva fatto mettere in carcere nel 1354, rilasciandolo solo quando due persone degne di fede garantirono che Pezino in futuro non avrebbe agito contro l'onore del detto Signore.[3]
- Giovanni Mozzoni, capitano e vicario di Varese nel 1406 in nome del duca Giovanni Maria Visconti.
- Agostino Mozzoni, fu tra i cinque nobili e prudenti uomini incaricati nel 1486 della riforma dell'estimo di tutta la pieve.
- I fratelli Francesco e Mayno Mozzoni che nel 1536 iniziarono l’ampliamento e la trasformazione del casino di caccia a Bisuschio in Villa.
- Ascanio Mozzoni (1558 – 1592), giureconsulto collegiato di Milano, padre di Angela. È annoverato da Bartolomeo Taegio nel 1559 nel Dialogo della Villa, fra gli infiniti altri honoratissimi et vertuosissimi gentil’huomini vaghi dei bei giardini, non per altro se non perché rappresentano la Villa, cotanto amata da tutte le persone di spirito et valore. Lo stesso Agostino fu pure elegante autore di versi in latino, tanto da meritarsi l’elogio da parte del contemporaneo Paolo Morigia, che ne La Nobiltà di Milano scrisse: fu anche eccellente nella Poesia et ha lasciato gran numero di versi latini molto eleganti e degni di esser letti, dati alla stampa. Filippo Piccinelli nell’Ateneo dei letterati milanesi (edito a Milano nel 1670) confermò la sua ammirazione per il Mozzoni: con l'eccellenza della poesia latina meritò quella ghirlanda, che cinse la fronte di Virgilio e del Petrarca. Furono date alle stampe e ben piene di spiritosa eleganza le di lui Opere poetiche.
- Camilla Mozzoni ( - 1574), che sposando nel 1544 Guido Antonio Arcimboldi[4], rinsaldò maggiormente i legami con la famiglia Arcimboldi feudataria di Arcisate.
- Angela Mozzoni (1562 – 26 Aprile 1625), che sposando nel 1580 il conte Giovan Pietro Cicogna diede origine ai Cicogna Mozzoni.
- Giulio Cesare II Mozzoni Frosoni ( - 24 marzo 1754), Segretario del Regio Commissario Generale di guerra dello Stato di Milano (1713), ha 28 figli dei quali 14 (10 maschi e 4 femmine) viventi nel 1748, assume il cognome Mozzoni Frosoni quale erede per fedecommesso dello zio materno Carlo Giuseppe Frosconi.
- Ambrogio Mozzoni Frosconi, Brigadiere delle Reali Guardie del Corpo del Re delle due Sicilie, Governatore dell'Arsenale di Napoli Colonnello di Cavalleria (1756).
- Benedetto Alessandro Mozzoni Frosconi (Milano 24 maggio 1783 - Belluno 14 ottobre 1840), Prefetto del Dipartimento del Rubicone e del Piave durante il Regno Italico.
- Celso Mozzoni (Biumo 28 luglio 1752 – Biumo 29 novembre 1821), rappresentante del dipartimento del Verbano durante la Repubblica Cisalpina. Operò con Luigi Sacco e col marchese Recalcati (1797).
- Luigi Andrea Mozzoni (Biumo 9 ottobre 1754 – Milano 11 novembre 1842), padre olivetano, professore di fisica e matematica all'Università di Pavia.
- Carlo Giovanni Mozzoni (Biumo 21 dicembre 1859 – Biumo 22 settembre 1905), studioso di scienze agrarie, coltivatore, Consigliere, Assessore e Sindaco di Varese.
- Guglielmo Mozzoni (Milano 28 marzo 1915 – Milano 31 luglio 2014), architetto e partigiano italiano, capitano di complemento del genio paracadutisti, medaglia di bronzo al valore militare.

### I Cicogna
L'insegna dei Cicogna avrebbe avuto origine, secondo la leggenda, da un fatto accaduto ad un Beltramo della famiglia, uomo definito "valorosissimo", il quale mentre dormiva nelle campagne fuori dalla città venne assalito da una grossa serpe, che però venne uccisa provvidenzialmente da una generosa cicogna. Beltramo, in segno di gratitudine per lo scampato pericolo, fece mettere sopra il suo scudo l’effigie di una cicogna. Questa leggenda viene puntualmente riportata in comparizioni dei Cicogna davanti al Collegio dei giureconsulti di Milano per ottenere la cooptazione, nel XVII secolo. Come molte altre antiche famiglie milanesi, anche i Cicogna facevano risalire le loro origini a un'antica gens romana che in epoca imperiale diede all'Urbe consoli e cavalieri. Veniva citato lo storico Cornelio Tacito (vissuto tra il 55 ed il 120 dopo Cristo) che nei suoi annali e nelle sue storie parla di un Cingonio Varrone, comandante militare dell'imperatore Nerone e console designato per gli ultimi mesi del 68 d.C., vittima della sanguinosa repressione ordinata dall'imperatore Galba succeduto al suicida Nerone. Da Roma i Cicogna si sarebbero diffusi nell'Italia settentrionale (Pasquale Cicogna fu doge della Serenissima nel XVI secolo) ed anche Oltralpe, in Germania. Nel XV 
secolo si ricordano autori come Egenulfo Cicogna e Venceslao Cicogna, comandante germanico, che concorse all'ampliamento della città di Brescia.
Quanto al ramo milanese troviamo nei Nobilium familiarum Mediolanensium Commenta di Raffaele Fagnani documentazioni sui Cicogna sin dal Trecento. Il 2 febbraio 1387 Picinino de la Cigonia venne eletto tra i trentasei cittadini garanti presso il podestà di Milano per l’oblazione annua a cui erano tenuti i cittadini più nobili della città. Nel 1388 Picinino de la Cigonia residente nella parrocchia di San Michele al Gallo, fece parte del Consiglio dei Novecento, eletto dal Vicario e dai XII di Provvisione, per ordine di Giangaleazzo Visconti, a quel tempo Signore di Milano.
Durante la dominazione sforzesca Giacomo Cicogna fu nella Cancelleria della duchessa Bona di Savoia, moglie del duca Galeazzo Maria Sforza (1468), ed il figlio Giovanni Bartolomeo, che il Sitoni di Scozia indica come notaio di Trecate nel novarese (1516), sarebbe stato anche al servizio dell'imperatore Massimiliano I. Due figli di questi seguirono la carriera militare sotto gli austriaci: Giovanni Paolo fu maestro di campo di Carlo V nel 1561, capitano dei cavalli e cavaliere dell'Ordine di Santiago. Giovan Pietro, il cui brillante curriculum venne minuziosamente descritto dal gesuita Paolo Morigia (1524-1604): cameriere di Antonio de Leyva, primo Governatore spagnolo di Milano per l'imperatore Carlo V, venne quindi nominato cavaliere dell'Ordine di San Giacomo e nel 1542 ammesso dal Governatore di Milano Alfonso III d'Avalos nel Consiglio dei Sessanta Decurioni della città di Milano. Poi il 5 agosto 1543 fece parte del Consiglio Segreto, l'organismo politicamente più determinante dello Stato di Milano. Altrettanto rapida fu la sua carriera militare: capitano di fanteria, colonnello, mastro di campo nelle guerre del Piemonte contro la Francia, governatore della città di Novara, collaterale e commissario generale delle tasse e dell’esercito in Lombardia. Filippo II lo creò nel 1554 conte di Terdobbiate con Tornaco e Peltrengo. Sposato a Ippolita di San Pietro, Giovan Pietro ebbe cinque maschi dei quali il primogenito, Antonio, fu come il padre, collaterale e commissario generale delle tasse e dell’esercito, e in seguito commissario generale dell’artiglieria durante la presa di Finale nel 1571 da parte del Governatore spagnolo Gabriele de la Cueva duca di Albuquerque.
Fra i Cicogna citiamo oltre ai precedenti:
- Ludovico ( - 1532), Senatore creato da Carlo V quando ristabilì e ampliò il Senato di Milano.
- Luigi (anch’esso fratello), Segretario e famigliare Ducale.
- Giovan Pietro (1565 – Milano 27 Marzo 1637), Giureconsulto collegiato, uno dei XII componenti del Tribunale di Provvigione di Milano, sposa Angela Mozzoni. I suoi discendenti assumeranno il cognome Cicogna Mozzoni.

### I Cicogna Mozzoni
La famiglia Cicogna Mozzoni, formatasi dall'unione delle due famiglie sopra citate, annoverò nella propria storia rappresentanti di notevole spicco come Giovanni Gaetano (26 dicembre 1664 – 22 gennaio 1738), che fu maestro di campo dell'imperatore Carlo VI e colonnello delle armate imperiali, come pure suo figlio Giovanni Ascanio Maria che fu generale di fanteria e cavaliere di Malta.
Francesco Maria Leopoldo Cicogna Mozzoni (25 settembre 1748 – 22 novembre 1823), fu ciambellano imperiale dal 1770, mentre il figlio di questi, Carlo Francesco (1 aprile 1784 – 8 marzo 1857), fu ufficiale d'ordinanza del principe Eugenio di Beauharnais nel corso della battaglia di Wagram e venne creato cavaliere dell'Ordine della Corona ferrea per il valore dimostrato, oltre che Barone del Regno napoleonico d'Italia (1809) e ciambellano del regno, nonché aiutante di campo del viceré. Altra figlia di Francesco Maria Leopoldo fu Leopoldina (1786 – 17 febbraio 1874), che sposò in prime nozze il conte Alessandro Annoni e successivamente sposò Friedrich Wilhelm Rembert von Berg, governatore generale della Finlandia e generale russo. Fu proprio Leopoldina che contribuì con le proprie sostanze alla fondazione della prima parrocchia cattolica di Helsinki nel 1856.
In tempi più recenti, Gian Pietro (24 agosto 1839 – 17 maggio 1917) ebbe modo di distinguersi come capitano del Regio Esercito nel corso della seconda guerra d'indipendenza dove si guadagnò due medaglie d'argento al valor militare. Fu inoltre cavaliere d'onore e devozione e Commendatore di giuspatronato del Sovrano Militare Ordine di Malta. A questa stessa discendenza appartenne anche Alessandro Cicogna Mozzoni, ufficiale d'esercito ed imprenditore.
Tra gli altri Cicogna Mozzoni di cui si vanti notevole memoria ricordiamo:
- Giovanni Ascanio Maria (26 marzo 1700 – 1756), Generale di Fanteria, Generale dell’Esercito Austriaco (1753), Cavaliere di Giustizia del Sovrano Militare Ordine di Malta (26 marzo 1712).
- Giuseppe Antonio Maria (Milano 8 marzo 1710 – Praga 7 giugno 1781), Colonnello nel I.R. Reggimento Clerici, Colonnello (Oberstleutnant) dell’Esercito Austriaco.
- Giovanni Ascanio Antonio Cesare (Milano 4 giugno 1790 – Milano 30 aprile 1875), Scudiero dell’Imperatore Napoleone, Ciambellano S.M.I.R.A. e Cavaliere del Sovrano Militare Ordine di Malta.
- Carlo (Milano 27 maggio 1867 – Milano 14 giugno 1928), Ingegnere, Tenente d'artiglieria nella milizia territoriale del R.Es., Commendatore di Giuspatronato del S.M.O. di Malta, Commissario straordinario dal 1925 al 1927 e poi Presidente dal 1927 alla morte della Azienda Energetica Municipale di Milano (AEM). A lui è intitolata la Centrale Idroelettrica a Cornedo all'Isarco ed una via a Milano.
- Alessandro (Bisuschio 9 ottobre 1911 – Milano 6 marzo 2011) colonn. T.O. d’artigl. nella riserva, camp. A.O.I., 1940-43, liberazione, avanz. per mer. di guerra, cav. del lavoro, cav. gr. Cr. al merito della Repubblica, cav. gr. Cr. d’on e dev. del S.M.O. di Malta, cav. Cor. d’It., dell’Ord. dei SS. Maur. e Lazz., Ord. Coloniale Stella d’It., comm. dell’Ord. al Mer. Melitense, dec. di 5 cr. di guerra al mer., cr. al merito con spade d’arg. polacca, bronze star medal U.S.A., volontar. camp. di liberazione, comb. per la libertà.
- Giampietro (Milano 4 luglio 1918 – Milano 16 giugno 2008), cap. d’artigl. nella riserva, camp. 1940-43, camp. Liberazione, dec. med. di br., 3 cr. di guerra.
- Giovanni Ascanio (Milano 17 maggio 1883 – Milano 17 agosto 1951), maestro compositore, comm. Cor. d’It., ten. della Croce Rossa Italiana nella guerra 1915-18.
- Giuseppe Ascanio detto “Bino” (Roma, 29 novembre 1935 – Rio de Janeiro, 17 dicembre 1971) produttore cinematografico e la sorella,
- Marina (Roma 29 maggio 1934 – Roma 4 novembre 2023) produttrice cinematografica.

## Albero genealogico della famiglia Cicogna Mozzoni
|                             |                             |                             |                              | | |                                                                                   |                                                                                   |                                                                           | | | | |                                                                          |                                                                                           |                                                                                           | | | |                                                                        |                                                                        | | | | |                                                                      |                                                                         |                                                                                     |                                                                                     | | |                                                                                  |                                                                                  |                                                 |                                                                        |                                                                        |                                                                 |                                                                 |                                             |                                    |                                    |                      |       |
|                             |                             |                             |                              | | |                                                                                   |                                                                                   |                                                                           | | | | |                                                                          |                                                                                           |                                                                                           | | | |                                                                        |                                                                        | | | | |                                                                      |                                                                         |                                                                                     |                                                                                     | | |                                                                                  |                                                                                  |                                                 |                                                                        |                                                                        |                                                                 |                                                                 |                                             | CICOGNA Antonio                    |                                    |                      |       |
|                             |                             |                             |                              | | |                                                                                   |                                                                                   |                                                                           | | | | |                                                                          |                                                                                           |                                                                                           | | | |                                                                        |                                                                        | | | | |                                                                      |                                                                         |                                                                                     |                                                                                     | | |                                                                                  |                                                                                  |                                                 |                                                                        |                                                                        |                                                                 |                                                                 |                                             |                                    |                                    |                      |       |
|                             |                             |                             |                              | | |                                                                                   |                                                                                   |                                                                           | | | | |                                                                          |                                                                                           |                                                                                           | | | |                                                                        |                                                                        | | | | |                                                                      |                                                                         |                                                                                     |                                                                                     | | |                                                                                  |                                                                                  |                                                 |                                                                        |                                                                        |                                                                 |                                                                 |                                             |                                    |                                    |                      |       |
|                             |                             |                             |                              | | |                                                                                   |                                                                                   |                                                                           | | | | |                                                                          |                                                                                           |                                                                                           | | | |                                                                        |                                                                        | | | | |                                                                      |                                                                         |                                                                                     |                                                                                     | | |                                                                                  |                                                                                  |                                                 |                                                                        |                                                                        |                                                                 |                                                                 |                                             | Beltramo                           |                                    |                      |       |
|                             |                             |                             |                              | | |                                                                                   |                                                                                   |                                                                           | | | | |                                                                          |                                                                                           |                                                                                           | | | |                                                                        |                                                                        | | | | |                                                                      |                                                                         |                                                                                     |                                                                                     | | |                                                                                  |                                                                                  |                                                 |                                                                        |                                                                        |                                                                 |                                                                 |                                             |                                    |                                    |                      |       |
|                             |                             |                             |                              | | |                                                                                   |                                                                                   |                                                                           | | | | |                                                                          |                                                                                           |                                                                                           | | | |                                                                        |                                                                        | | | | |                                                                      |                                                                         |                                                                                     |                                                                                     | | |                                                                                  |                                                                                  |                                                 |                                                                        |                                                                        |                                                                 |                                                                 |                                             |                                    |                                    |                      |       |
|                             |                             |                             |                              | | |                                                                                   |                                                                                   |                                                                           | | | | |                                                                          |                                                                                           |                                                                                           | | | |                                                                        |                                                                        | | | | |                                                                      |                                                                         |                                                                                     |                                                                                     | | |                                                                                  |                                                                                  |                                                 |                                                                        |                                                                        |                                                                 |                                                                 |                                             | Antonio                            |                                    |                      |       |
|                             |                             |                             |                              | | |                                                                                   |                                                                                   |                                                                           | | | | |                                                                          |                                                                                           |                                                                                           | | | |                                                                        |                                                                        | | | | |                                                                      |                                                                         |                                                                                     |                                                                                     | | |                                                                                  |                                                                                  |                                                 |                                                                        |                                                                        |                                                                 |                                                                 |                                             |                                    |                                    |                      |       |
|                             |                             |                             |                              | | |                                                                                   |                                                                                   |                                                                           | | | | |                                                                          |                                                                                           |                                                                                           | | | |                                                                        |                                                                        | | | | |                                                                      |                                                                         |                                                                                     |                                                                                     | | |                                                                                  |                                                                                  |                                                 |                                                                        |                                                                        |                                                                 |                                                                 |                                             |                                    |                                    |                      |       |
|                             |                             |                             |                              | | |                                                                                   |                                                                                   |                                                                           | | | | |                                                                          |                                                                                           |                                                                                           | | | |                                                                        |                                                                        | | | | |                                                                      |                                                                         |                                                                                     |                                                                                     | | |                                                                                  |                                                                                  |                                                 |                                                                        |                                                                        |                                                                 |                                                                 |                                             | Beltramo                           |                                    |                      |       |
|                             |                             |                             |                              | | |                                                                                   |                                                                                   |                                                                           | | | | |                                                                          |                                                                                           |                                                                                           | | | |                                                                        |                                                                        | | | | |                                                                      |                                                                         |                                                                                     |                                                                                     | | |                                                                                  |                                                                                  |                                                 |                                                                        |                                                                        |                                                                 |                                                                 |                                             |                                    |                                    |                      |       |
|                             |                             |                             |                              | | |                                                                                   |                                                                                   |                                                                           | | | | |                                                                          |                                                                                           |                                                                                           | | | |                                                                        |                                                                        | | | | |                                                                      |                                                                         |                                                                                     |                                                                                     | | |                                                                                  |                                                                                  |                                                 |                                                                        |                                                                        |                                                                 |                                                                 |                                             |                                    |                                    |                      |       |
|                             |                             |                             |                              | | |                                                                                   |                                                                                   |                                                                           | | | | |                                                                          |                                                                                           |                                                                                           | | | |                                                                        |                                                                        | | | | |                                                                      |                                                                         |                                                                                     |                                                                                     | | |                                                                                  |                                                                                  |                                                 |                                                                        |                                                                        |                                                                 |                                                                 |                                             | Giacomo *p. 1448 †?                |                                    |                      |       |
|                             |                             |                             |                              | | |                                                                                   |                                                                                   |                                                                           | | | | |                                                                          |                                                                                           |                                                                                           | | | |                                                                        |                                                                        | | | | |                                                                      |                                                                         |                                                                                     |                                                                                     | | |                                                                                  |                                                                                  |                                                 |                                                                        |                                                                        |                                                                 |                                                                 |                                             |                                    |                                    |                      |       |
|                             |                             |                             |                              | | |                                                                                   |                                                                                   |                                                                           | | | | |                                                                          |                                                                                           |                                                                                           | | | |                                                                        |                                                                        | | | | |                                                                      |                                                                         |                                                                                     |                                                                                     | | |                                                                                  |                                                                                  |                                                 |                                                                        |                                                                        |                                                                 |                                                                 |                                             |                                    |                                    |                      |       |
|                             |                             |                             |                              | | |                                                                                   |                                                                                   |                                                                           | | | | |                                                                          |                                                                                           |                                                                                           | | | |                                                                        |                                                                        | | | | |                                                                      |                                                                         |                                                                                     |                                                                                     | | |                                                                                  |                                                                                  |                                                 |                                                                        |                                                                        |                                                                 | Giovanni Bartolomeo †1517 Margherita Caccia                     | Giovanni Bartolomeo †1517 Margherita Caccia | Ludovico †1532 Caterina Crotti     | Ludovico †1532 Caterina Crotti     | Luigi                | Luigi |
|                             |                             |                             |                              | | |                                                                                   |                                                                                   |                                                                           | | | | |                                                                          |                                                                                           |                                                                                           | | | |                                                                        |                                                                        | | | | |                                                                      |                                                                         |                                                                                     |                                                                                     | | |                                                                                  |                                                                                  |                                                 |                                                                        |                                                                        |                                                                 |                                                                 |                                             |                                    |                                    |                      |       |
|                             |                             |                             |                              | | |                                                                                   |                                                                                   |                                                                           | | | | |                                                                          |                                                                                           |                                                                                           | | | |                                                                        |                                                                        | | | | |                                                                      |                                                                         |                                                                                     |                                                                                     | | |                                                                                  |                                                                                  |                                                 |                                                                        |                                                                        |                                                                 |                                                                 |                                             |                                    |                                    |                      |       |
|                             |                             |                             |                              | | |                                                                                   |                                                                                   |                                                                           | | | | |                                                                          |                                                                                           |                                                                                           | | | |                                                                        |                                                                        | | | | |                                                                      |                                                                         |                                                                                     |                                                                                     | | |                                                                                  |                                                                                  |                                                 | Giovanni Pietro, I conte di Terdobbiate †1560 Ippolita Castelsampietro | Giovanni Pietro, I conte di Terdobbiate †1560 Ippolita Castelsampietro | Giovanni Paolo *c. 1502 †1573 1. Chiara Verri Porcia Gambaloita | Giovanni Paolo *c. 1502 †1573 1. Chiara Verri Porcia Gambaloita | Alessandro                                  | Alessandro                         | Giovanni Maria †1574               | Giovanni Maria †1574 |       |
|                             |                             |                             |                              | | |                                                                                   |                                                                                   |                                                                           | | | | |                                                                          |                                                                                           |                                                                                           | | | |                                                                        |                                                                        | | | | |                                                                      |                                                                         |                                                                                     |                                                                                     | | |                                                                                  |                                                                                  |                                                 |                                                                        |                                                                        |                                                                 |                                                                 |                                             |                                    |                                    |                      |       |
|                             |                             |                             |                              | | |                                                                                   |                                                                                   |                                                                           | | | | |                                                                          |                                                                                           |                                                                                           | | | |                                                                        |                                                                        | | | | |                                                                      |                                                                         |                                                                                     |                                                                                     | | |                                                                                  |                                                                                  |                                                 |                                                                        |                                                                        |                                                                 |                                                                 |                                             |                                    |                                    |                      |       |
|                             |                             |                             |                              | | |                                                                                   |                                                                                   |                                                                           | | | | |                                                                          |                                                                                           |                                                                                           | | | |                                                                        |                                                                        | | | | |                                                                      |                                                                         |                                                                                     |                                                                                     | | Antonio, II conte di Terdobbiate *1542 †1574 1. Anna Moroni 2. Valenza Foppa                              | Antonio, II conte di Terdobbiate *1542 †1574 1. Anna Moroni 2. Valenza Foppa     | Alfonso *1545 †1567 Silvia Visconti di Brignano                                  | Alfonso *1545 †1567 Silvia Visconti di Brignano | Carlo Bartolomeo *1546 †1594 1. Olimpia Moroni 2. Antonia Brippia      | Carlo Bartolomeo *1546 †1594 1. Olimpia Moroni 2. Antonia Brippia      | Alessandro *1548 †1616 1. Dejanira Brivio 2. Caterina Boca      | Alessandro *1548 †1616 1. Dejanira Brivio 2. Caterina Boca      | Marianna †1553                              | Marianna †1553                     |                                    |                      |       |
|                             |                             |                             |                              | | |                                                                                   |                                                                                   |                                                                           | | | | |                                                                          |                                                                                           |                                                                                           | | | |                                                                        |                                                                        | | | | |                                                                      |                                                                         |                                                                                     |                                                                                     | | |                                                                                  |                                                                                  |                                                 |                                                                        |                                                                        |                                                                 |                                                                 |                                             |                                    |                                    |                      |       |
|                             |                             |                             |                              | | |                                                                                   |                                                                                   |                                                                           | | | | |                                                                          |                                                                                           |                                                                                           | | | |                                                                        |                                                                        | | | | |                                                                      |                                                                         |                                                                                     |                                                                                     | | |                                                                                  |                                                                                  |                                                 |                                                                        |                                                                        |                                                                 |                                                                 |                                             |                                    |                                    |                      |       |
|                             |                             |                             |                              | | |                                                                                   |                                                                                   |                                                                           | | | | |                                                                          |                                                                                           |                                                                                           | | | |                                                                        |                                                                        | | | | |                                                                      |                                                                         | 1. Gian Pietro, III conte di Terdobbiate *1565 †1637 Angela Mozzoni CICOGNA MOZZONI | 1. Gian Pietro, III conte di Terdobbiate *1565 †1637 Angela Mozzoni CICOGNA MOZZONI | 1. Ippolita *1568 †1619 Giovanni Tommaso Crivelli                                                         | 1. Ippolita *1568 †1619 Giovanni Tommaso Crivelli                                                         | 2. Margherita *1570 †?                                                           | 2. Margherita *1570 †?                                                           | 2. Anna Vittoria *1571 †?                       | 2. Anna Vittoria *1571 †?                                              |                                                                        |                                                                 |                                                                 |                                             |                                    |                                    |                      |       |
|                             |                             |                             |                              | | |                                                                                   |                                                                                   |                                                                           | | | | |                                                                          |                                                                                           |                                                                                           | | | |                                                                        |                                                                        | | | | |                                                                      |                                                                         |                                                                                     |                                                                                     | | |                                                                                  |                                                                                  |                                                 |                                                                        |                                                                        |                                                                 |                                                                 |                                             |                                    |                                    |                      |       |
|                             |                             |                             |                              | | |                                                                                   |                                                                                   |                                                                           | | | | |                                                                          |                                                                                           |                                                                                           | | | |                                                                        |                                                                        | | | | |                                                                      |                                                                         |                                                                                     |                                                                                     | | |                                                                                  |                                                                                  |                                                 |                                                                        |                                                                        |                                                                 |                                                                 |                                             |                                    |                                    |                      |       |
|                             |                             |                             |                              | | |                                                                                   |                                                                                   |                                                                           | | | | |                                                                          |                                                                                           |                                                                                           | | | |                                                                        | Antonio Francesco *1585 †1604                                          | Antonio Francesco *1585 †1604                                                                       | Giovanni Francesco *1586 †1592                                                                      | Giovanni Francesco *1586 †1592                                                                                      | Cecilia *1587 †? | Cecilia *1587 †?                                                     | Francesco Girolamo, IV conte di Terdobbiate *1589 †1648 Ortensia Gallio | Francesco Girolamo, IV conte di Terdobbiate *1589 †1648 Ortensia Gallio             | Giovanni Sforza *1590 †1634                                                         | Giovanni Sforza *1590 †1634                                                                               | Vespasiano *1591 †1619                                                                                    | Vespasiano *1591 †1619                                                           | Giovanni Ascanio *1592 †1627                                                     | Giovanni Ascanio *1592 †1627                    | Ippolita †1616                                                         | Ippolita †1616                                                         |                                                                 |                                                                 |                                             |                                    |                                    |                      |       |
|                             |                             |                             |                              | | |                                                                                   |                                                                                   |                                                                           | | | | |                                                                          |                                                                                           |                                                                                           | | | |                                                                        |                                                                        | | | | |                                                                      |                                                                         |                                                                                     |                                                                                     | | |                                                                                  |                                                                                  |                                                 |                                                                        |                                                                        |                                                                 |                                                                 |                                             |                                    |                                    |                      |       |
|                             |                             |                             |                              | | |                                                                                   |                                                                                   |                                                                           | | | | |                                                                          |                                                                                           |                                                                                           | | | |                                                                        |                                                                        | | | | |                                                                      |                                                                         |                                                                                     |                                                                                     | | |                                                                                  |                                                                                  |                                                 |                                                                        |                                                                        |                                                                 |                                                                 |                                             |                                    |                                    |                      |       |
|                             |                             |                             |                              | | |                                                                                   |                                                                                   |                                                                           | | | | |                                                                          |                                                                                           |                                                                                           | | | | Anna Cecilia *1610 †1680                                               | Anna Cecilia *1610 †1680                                               | Angiola *1612 †1689                                                                                 | Angiola *1612 †1689                                                                                 | Partemia *1614 †1673 1. Giovanni Battista Arconati, conte di Lomazzo 2. Francesco Visconti, consignore di Groppello | Partemia *1614 †1673 1. Giovanni Battista Arconati, conte di Lomazzo 2. Francesco Visconti, consignore di Groppello | Ippolita Marina *1615 †1696 Lorenzo De Leizaldi, conte di Bereguardo | Ippolita Marina *1615 †1696 Lorenzo De Leizaldi, conte di Bereguardo    | Pietro Francesco *1617 †1645                                                        | Pietro Francesco *1617 †1645                                                        | Antonio Carlo Domenico, V conte di Terdobbiate *1618 †1690 1. Orsola Maria Torriani 2. Eleonora dal Pozzo | Antonio Carlo Domenico, V conte di Terdobbiate *1618 †1690 1. Orsola Maria Torriani 2. Eleonora dal Pozzo | Pietro Tolomeo */†1619                                                           | Pietro Tolomeo */†1619                                                           | Clara *1630 †1643                               | Clara *1630 †1643                                                      |                                                                        |                                                                 |                                                                 |                                             |                                    |                                    |                      |       |
|                             |                             |                             |                              | | |                                                                                   |                                                                                   |                                                                           | | | | |                                                                          |                                                                                           |                                                                                           | | | |                                                                        |                                                                        | | | | |                                                                      |                                                                         |                                                                                     |                                                                                     | | |                                                                                  |                                                                                  |                                                 |                                                                        |                                                                        |                                                                 |                                                                 |                                             |                                    |                                    |                      |       |
|                             |                             |                             |                              | | |                                                                                   |                                                                                   |                                                                           | | | | |                                                                          |                                                                                           |                                                                                           | | | |                                                                        |                                                                        | | | | |                                                                      |                                                                         |                                                                                     |                                                                                     | | |                                                                                  |                                                                                  |                                                 |                                                                        |                                                                        |                                                                 |                                                                 |                                             |                                    |                                    |                      |       |
|                             |                             |                             |                              | | |                                                                                   |                                                                                   |                                                                           | | | | |                                                                          |                                                                                           |                                                                                           | | | | 1. Ortensia Lucia *1651 †1700                                          | 1. Ortensia Lucia *1651 †1700                                          | 1. Antonio Francesco, VI conte di Terdobbiate *1653 †1728 1. Teresa Fieschi 2. Margherita Masserati | 1. Antonio Francesco, VI conte di Terdobbiate *1653 †1728 1. Teresa Fieschi 2. Margherita Masserati | 1. Sforza Ignazio *1655 †1725 Paola Francesca Cermelli                                                              | 1. Sforza Ignazio *1655 †1725 Paola Francesca Cermelli                                                              | 1. Gaspare *1656 †1675                                               | 1. Gaspare *1656 †1675                                                  | 1. Paolo Ignazio *1657 †1730                                                        | 1. Paolo Ignazio *1657 †1730                                                        | 1. Angela *1659 †1665                                                                                     | 1. Angela *1659 †1665                                                                                     | 1. Francesca *1660 †1663                                                         | 1. Francesca *1660 †1663                                                         | 1. Teresa *1663 †1731                           | 1. Teresa *1663 †1731                                                  | 1. Giovanni Gaetano *1664 †1738                                        | 1. Giovanni Gaetano *1664 †1738                                 | 1. Giuseppe Domenico Ascanio *1666 †1694                        | 1. Giuseppe Domenico Ascanio *1666 †1694    | 1. Ortensia Scolastica *1669 †1734 | 1. Ortensia Scolastica *1669 †1734 |                      |       |
|                             |                             |                             |                              | | |                                                                                   |                                                                                   |                                                                           | | | | |                                                                          |                                                                                           |                                                                                           | | | |                                                                        |                                                                        | | | | |                                                                      |                                                                         |                                                                                     |                                                                                     | | |                                                                                  |                                                                                  |                                                 |                                                                        |                                                                        |                                                                 |                                                                 |                                             |                                    |                                    |                      |       |
|                             |                             |                             |                              | | |                                                                                   |                                                                                   |                                                                           | | | | |                                                                          |                                                                                           |                                                                                           | | | |                                                                        |                                                                        | | | | |                                                                      |                                                                         |                                                                                     |                                                                                     | | |                                                                                  |                                                                                  |                                                 |                                                                        |                                                                        |                                                                 |                                                                 |                                             |                                    |                                    |                      |       |
|                             | 1. Orsola Maria *1689 †1690 | 1. Orsola Maria *1689 †1690 | 1. Orsola Francesca *1690 †? | 1. Orsola Francesca *1690 †?                                                                       | 2. Anna */†1695                                                                                    | 2. Anna */†1695                                                                   | 2. Maria Rosa *1696 †?                                                            | 2. Maria Rosa *1696 †?                                                    | 2. Maria Teresa *1697 †1757 Giovanni Battista Piantanida, marchese di Cuggiono                       | 2. Maria Teresa *1697 †1757 Giovanni Battista Piantanida, marchese di Cuggiono                       | 2. Carlo Giuseppe Francesco, VII conte di Terdobbiate *1699 †1753 Maria Leopoldina Barbara von und zu Daun | 2. Carlo Giuseppe Francesco, VII conte di Terdobbiate *1699 †1753 Maria Leopoldina Barbara von und zu Daun | 2. Giovanni Ascanio *1700 †1756                                          | 2. Giovanni Ascanio *1700 †1756                                                           | 2. Maria Cristina *1701 †1705                                                             | 2. Maria Cristina *1701 †1705                                                                            | 2. Marianna *1702 †? Matteo Passalacqua, marchese                                                                         | 2. Marianna *1702 †? Matteo Passalacqua, marchese                                                                         | 2. Paolo Ignazio *1705 †1721                                           | 2. Paolo Ignazio *1705 †1721                                           | 2. Gaspare Antonio *1706 †1707                                                                      | 2. Gaspare Antonio *1706 †1707                                                                      | 2. Orsola Maria *1706 †1708                                                                                         | 2. Orsola Maria *1706 †1708                                                                                         | 2. Orsola Pasquala *1708 †1710                                       | 2. Orsola Pasquala *1708 †1710                                          | 2. Giuseppe Antonio *1710 †1781 Maria Anna von Steinruck                            | 2. Giuseppe Antonio *1710 †1781 Maria Anna von Steinruck                            | 2. Angiola *1711 †?                                                                                       | 2. Angiola *1711 †?                                                                                       | 2. Maria Caterina *1712 †1768 Filippo Visconti di Modrone, marchese di Vimodrone | 2. Maria Caterina *1712 †1768 Filippo Visconti di Modrone, marchese di Vimodrone | 2. Gaspare *1713 †1752                          | 2. Gaspare *1713 †1752                                                 | 2. Maria Giuseppa *1715 †?                                             | 2. Maria Giuseppa *1715 †?                                      | 2. Ferdinando *1717 †1765                                       | 2. Ferdinando *1717 †1765                   |                                    |                                    |                      |       |
|                             |                             |                             |                              | | |                                                                                   |                                                                                   |                                                                           | | | | |                                                                          |                                                                                           |                                                                                           | | | |                                                                        |                                                                        | | | | |                                                                      |                                                                         |                                                                                     |                                                                                     | | |                                                                                  |                                                                                  |                                                 |                                                                        |                                                                        |                                                                 |                                                                 |                                             |                                    |                                    |                      |       |
|                             |                             |                             |                              | | |                                                                                   |                                                                                   |                                                                           | | | | |                                                                          |                                                                                           |                                                                                           | | | |                                                                        |                                                                        | | | | |                                                                      |                                                                         |                                                                                     |                                                                                     | | |                                                                                  |                                                                                  |                                                 |                                                                        |                                                                        |                                                                 |                                                                 |                                             |                                    |                                    |                      |       |
|                             |                             |                             |                              | Francesco Leopoldo, VIII conte di Terdobbiate *1748 †1823 Teresa Marliani (vedi famiglia Marliani) | Francesco Leopoldo, VIII conte di Terdobbiate *1748 †1823 Teresa Marliani (vedi famiglia Marliani) | Maria Cristina *1750 †1808 Giorgio Teodoro Trivulzio, marchese di Sesto Ulteriano | Maria Cristina *1750 †1808 Giorgio Teodoro Trivulzio, marchese di Sesto Ulteriano |                                                                           | Carlo Francesco *1774 †1781                                                                          | Carlo Francesco *1774 †1781                                                                          | | Carolina *1782 †1797                                                                                       | Carolina *1782 †1797                                                     |                                                                                           | Carlo Francesco, IX conte di Terdobbiate *1784 †1857 Francesca Fanny Calvi                | Carlo Francesco, IX conte di Terdobbiate *1784 †1857 Francesca Fanny Calvi                               | Leopoldina *1786 †1874 1. Alessandro Annoni, conte di Cerro Maggiore 2. Friedrich Wilhelm Rembert von Berg, conte di Berg | Leopoldina *1786 †1874 1. Alessandro Annoni, conte di Cerro Maggiore 2. Friedrich Wilhelm Rembert von Berg, conte di Berg | Giovanni Ascanio *1790 †1875 Gaetana Cecilia Francesca Bonavia         | Giovanni Ascanio *1790 †1875 Gaetana Cecilia Francesca Bonavia         | | | | |                                                                      |                                                                         |                                                                                     |                                                                                     | | |                                                                                  |                                                                                  |                                                 |                                                                        |                                                                        |                                                                 |                                                                 |                                             |                                    |                                    |                      |       |
|                             |                             |                             |                              | | |                                                                                   |                                                                                   |                                                                           | | | | |                                                                          |                                                                                           |                                                                                           | | | |                                                                        |                                                                        | | | | |                                                                      |                                                                         |                                                                                     |                                                                                     | | |                                                                                  |                                                                                  |                                                 |                                                                        |                                                                        |                                                                 |                                                                 |                                             |                                    |                                    |                      |       |
|                             |                             |                             |                              | | |                                                                                   |                                                                                   |                                                                           | | | | |                                                                          |                                                                                           |                                                                                           | | | |                                                                        |                                                                        | | | | |                                                                      |                                                                         |                                                                                     |                                                                                     | | |                                                                                  |                                                                                  |                                                 |                                                                        |                                                                        |                                                                 |                                                                 |                                             |                                    |                                    |                      |       |
| Carlo Francesco *1774 †1781 | Carlo Francesco *1774 †1781 | Carolina *1782 †1797        | Carolina *1782 †1797         | Carlo Francesco *1784 †1857 Francesca Calvi                                                        | Carlo Francesco *1784 †1857 Francesca Calvi                                                        |                                                                                   | Leopoldina *1786 †1874 1. Alessandro Annoni 2. Friedrich Wilhelm von Berg         | Leopoldina *1786 †1874 1. Alessandro Annoni 2. Friedrich Wilhelm von Berg | Giovanni Ascanio *1790 †1875 Gaetana Cecilia Francesca Bonavia                                       | Giovanni Ascanio *1790 †1875 Gaetana Cecilia Francesca Bonavia                                       | | |                                                                          | Cristina *1838 †1917 Cesare Castelbarco Albani Visconti Simonetta, principe di Montignano | Cristina *1838 †1917 Cesare Castelbarco Albani Visconti Simonetta, principe di Montignano | Gian Pietro, X conte di Terdobbiate *1839 †1917 *. Angelina Salmoiraghi 1. Luigia Cavazzi della Somaglia | Gian Pietro, X conte di Terdobbiate *1839 †1917 *. Angelina Salmoiraghi 1. Luigia Cavazzi della Somaglia                  | |                                                                        |                                                                        | | | | |                                                                      |                                                                         |                                                                                     |                                                                                     | | |                                                                                  |                                                                                  |                                                 |                                                                        |                                                                        |                                                                 |                                                                 |                                             |                                    |                                    |                      |       |
|                             |                             |                             |                              | | |                                                                                   |                                                                                   |                                                                           | | | | |                                                                          |                                                                                           |                                                                                           | | | |                                                                        |                                                                        | | | | |                                                                      |                                                                         |                                                                                     |                                                                                     | | |                                                                                  |                                                                                  |                                                 |                                                                        |                                                                        |                                                                 |                                                                 |                                             |                                    |                                    |                      |       |
|                             |                             |                             |                              | | |                                                                                   |                                                                                   |                                                                           | | | | |                                                                          |                                                                                           |                                                                                           | | | |                                                                        |                                                                        | | | | |                                                                      |                                                                         |                                                                                     |                                                                                     | | |                                                                                  |                                                                                  |                                                 |                                                                        |                                                                        |                                                                 |                                                                 |                                             |                                    |                                    |                      |       |
|                             |                             |                             | Cristina *1838 †1917         | Cristina *1838 †1917                                                                               | Gian Pietro *1839 †1917                                                                            | Gian Pietro *1839 †1917                                                           | Francesco Annoni *1804 †1872                                                      | Francesco Annoni *1804 †1872                                              | Ascanio *1840 †1906                                                                                  | Ascanio *1840 †1906                                                                                  | *. Carlo Salmoiraghi *1864 †1937 Enrichetta della Torre                                                    | *. Carlo Salmoiraghi *1864 †1937 Enrichetta della Torre                                                    | 1. Carlo, XI conte di Terdobbiate *1867 †1928 Maria Winspeare Guicciardi | 1. Carlo, XI conte di Terdobbiate *1867 †1928 Maria Winspeare Guicciardi                  | 1. Sofia */†1871                                                                          | 1. Sofia */†1871                                                                                         | 1. Mario *1875 †1946 Teresa Jacini                                                                                        | 1. Mario *1875 †1946 Teresa Jacini                                                                                        | 1. Guendalina *1878 †1947 Gaetano Litta Modignani, marchese di Menzago | 1. Guendalina *1878 †1947 Gaetano Litta Modignani, marchese di Menzago | 1. Giovanni Ascanio *1883 †1951                                                                     | 1. Giovanni Ascanio *1883 †1951                                                                     | | |                                                                      |                                                                         |                                                                                     |                                                                                     | | |                                                                                  |                                                                                  |                                                 |                                                                        |                                                                        |                                                                 |                                                                 |                                             |                                    |                                    |                      |       |
|                             |                             |                             |                              | | |                                                                                   |                                                                                   |                                                                           | | | | |                                                                          |                                                                                           |                                                                                           | | | |                                                                        |                                                                        | | | | |                                                                      |                                                                         |                                                                                     |                                                                                     | | |                                                                                  |                                                                                  |                                                 |                                                                        |                                                                        |                                                                 |                                                                 |                                             |                                    |                                    |                      |       |
|                             |                             |                             |                              | | |                                                                                   |                                                                                   |                                                                           | | | | |                                                                          |                                                                                           |                                                                                           | | | |                                                                        |                                                                        | | | | |                                                                      |                                                                         |                                                                                     |                                                                                     | | |                                                                                  |                                                                                  |                                                 |                                                                        |                                                                        |                                                                 |                                                                 |                                             |                                    |                                    |                      |       |
|                             |                             |                             |                              | | |                                                                                   |                                                                                   |                                                                           | Francesco, XII conte di Terdobbiate *1898 †1958 Giovanna Lucia Castelbarco Albani Visconti Simonetta | Francesco, XII conte di Terdobbiate *1898 †1958 Giovanna Lucia Castelbarco Albani Visconti Simonetta | Cristina *1899 †1965 Vincenzo Berardis                                                                     | Cristina *1899 †1965 Vincenzo Berardis                                                                     | Gian Luca *1901 †1966 Marianne Browning                                  | Gian Luca *1901 †1966 Marianne Browning                                                   | Cecilia *1902 †1979 Vincenzo Berardis                                                     | Cecilia *1902 †1979 Vincenzo Berardis                                                                    | Cesare *1905 †1974 1. Anna Maria Volpi 2. Anna Donina Toeplitz de Grand Ry                                                | Cesare *1905 †1974 1. Anna Maria Volpi 2. Anna Donina Toeplitz de Grand Ry                                                |                                                                        |                                                                        | | | | |                                                                      |                                                                         |                                                                                     |                                                                                     | | |                                                                                  |                                                                                  |                                                 |                                                                        |                                                                        |                                                                 |                                                                 |                                             |                                    |                                    |                      |       |
|                             |                             |                             |                              | | |                                                                                   |                                                                                   |                                                                           | | | | |                                                                          |                                                                                           |                                                                                           | | | |                                                                        |                                                                        | | | | |                                                                      |                                                                         |                                                                                     |                                                                                     | | |                                                                                  |                                                                                  |                                                 |                                                                        |                                                                        |                                                                 |                                                                 |                                             |                                    |                                    |                      |       |
|                             |                             |                             |                              | | |                                                                                   |                                                                                   |                                                                           | | | | |                                                                          |                                                                                           |                                                                                           | | | |                                                                        |                                                                        | | | | |                                                                      |                                                                         |                                                                                     |                                                                                     | | |                                                                                  |                                                                                  |                                                 |                                                                        |                                                                        |                                                                 |                                                                 |                                             |                                    |                                    |                      |       |
|                             |                             |                             |                              | | |                                                                                   | Maria Cristina                                                                    | Maria Cristina                                                            | Carlo, XIII conte di Terdobbiate Eleonore Margarethe Paar                                            | Carlo, XIII conte di Terdobbiate Eleonore Margarethe Paar                                            | Nicolò Costanza Borromeo d'Adda                                                                            | Nicolò Costanza Borromeo d'Adda                                                                            |                                                                          |                                                                                           |                                                                                           | | | |                                                                        |                                                                        | | | | |                                                                      |                                                                         |                                                                                     |                                                                                     | | |                                                                                  |                                                                                  |                                                 |                                                                        |                                                                        |                                                                 |                                                                 |                                             |                                    |                                    |                      |       |
|                             |                             |                             |                              | | |                                                                                   |                                                                                   |                                                                           | | | | |                                                                          |                                                                                           |                                                                                           | | | |                                                                        |                                                                        | | | | |                                                                      |                                                                         |                                                                                     |                                                                                     | | |                                                                                  |                                                                                  |                                                 |                                                                        |                                                                        |                                                                 |                                                                 |                                             |                                    |                                    |                      |       |
|                             |                             |                             |                              | | |                                                                                   |                                                                                   |                                                                           | | | | |                                                                          |                                                                                           |                                                                                           | | | |                                                                        |                                                                        | | | | |                                                                      |                                                                         |                                                                                     |                                                                                     | | |                                                                                  |                                                                                  |                                                 |                                                                        |                                                                        |                                                                 |                                                                 |                                             |                                    |                                    |                      |       |
|                             |                             |                             |                              | | |                                                                                   | Angelica Arrigo Ventimiglia di Monteforte                                         | Angelica Arrigo Ventimiglia di Monteforte                                 | Francesco Maria                                                                                      | Francesco Maria                                                                                      | Jacopo | Jacopo |                                                                          |                                                                                           |                                                                                           | | | |                                                                        |                                                                        | | | | |                                                                      |                                                                         |                                                                                     |                                                                                     | | |                                                                                  |                                                                                  |                                                 |                                                                        |                                                                        |                                                                 |                                                                 |                                             |                                    |                                    |                      |       |